# Айнтрахтштадіон
«Айнтрахтштадіон» (нім. Eintracht-Stadion) — багатофункціональний стадіон у  місті Брауншвейг, Німеччина, домашня арена місцевого ФК «Айнтрахт» Б. 
Стадіон побудований та відкритий 1923 року потужністю 24 000 глядачів як домашня арена ФК «Айнтрахт». Частково реконструйовувався та розширювався у 1950, 1963–1964, 1976, 1979 та 1995 роках. У 1963 році потужність арени збільшено до 38 000 глядачів. 1981 року через фінансові труднощі «Айнтрахт» був змушений продати арену Брауншвейгу. Муніципалітет перейменував стадіон на «Стадтіщес Штадіон ан дер Гамбургер Штрассе», що з німецької означає «Міський стадіон на Гамбургер Штрассе». У ході реконструкції 1995 року місткість зменшено до 25 000 місць. У 2008 році група місцевих компаній придбала права на комерційну назву стадіону. Арені повернули оригінальну назву «Айнтрахтштадіон». У 2008–2010 роках була здійснена капітальна реконструкція стадіону в рамках підготовки до Чемпіонату Німеччини з легкої атлетики. Протягом 2011–2013 років арена була реконструйована в рамках підготовки до Чемпіонату Європи з легкої атлетики серед команд, в результаті чого її місткість була знижена до 24 406 глядачів. Під час футбольних матчів місткість становить 23 325 глядачів.
Стадіон приймав фінал Кубка Німеччини з футболу 1955 року, фінали Німецького кубка з американського футболу 1995, 2000, 2002, 2004 2006 років, фінал Кубка Європи з американського футболу 2002, 2003 та 2015 років. На арені проходили Чемпіонат Німеччини з легкої атлетики 2000, 2004, 2010 років та Чемпіонат Європи з легкої атлетики серед команд 2014 року.
Окрім футбольних матчів та інших спортивних змагань на стадіоні проводяться концерти.